# Euryomyrtus ramosissima
Euryomyrtus ramosissima là một loài thực vật có hoa trong Họ Đào kim nương. Loài này được (A.Cunn.) Trudgen mô tả khoa học đầu tiên năm 2001.